# Rutland Boughton
Rutland Boughton (født 23. januar 1878 i Aylesbury - død 25. januar 1960 i London, England) var en engelsk komponist, pianist og lærer.
Boughton studerede komposition på Det Kongelige Musikkonservatorium i London hos bl.a. Charles Villiers Stanford. Han har skrevet 3 symfonier, orkesterværker, koncertmusik, kammermusik, korværker, sange de to sidstnævnte kategorier, som han nok er mest kendt for. Han underviste i komposition på Musikkonservatoriet i Birmingham, og var med i ledelsen på skolen.

## Udvalgte værker
- Symfoni nr. 1 "Oliver Cromwell" (1906) - for orkester
- Symfoni nr. 2 "Deirdre: En keltisk Symfoni" (1927) - for orkester
- Symfoni nr. 3 (1937) - for orkester
- "Skelettet i rustning" (1898, Rev. 1903) - for kor og orkester
- "Midnat" (1907) (Symfonisk digtning) - for kor og orkester
- "Skyen" (1923) - for kor og orkester
- "Den uovervindelige Armada" (1901) - for kor og orkester
- "Engelske sange" (1901) - sang
- "Fem keltiske sange" (1910) - sang
- Symbol sange (1920) - sang
- "Barndoms sange" (1912) - sang